# バーニーズジャパン
株式会社バーニーズジャパンは、米国発祥の高級衣料品・雑貨店「バーニーズ・ニューヨーク」の日本での運営会社である。

## 概要
1989年、伊勢丹が米国のバーニーズ・ニューヨーク本社と提携し子会社として設立。その後当社の全株式を住友商事および東京海上キャピタル系の投資会社へ譲渡し、資本関係を解消した。
2013年にセブン&アイ・ホールディングスが東京海上キャピタル系ファンドから株式を取得したのに続き、2015年には住友商事が所有する株式も取得して、バーニーズジャパンを完全子会社化した。
2023年5月、セブン&アイ・ホールディングスが保有する全株式をラオックスホールディングスに売却することを同年4月に発表した。

## 沿革
- 1989年 - 株式会社伊勢丹が、バーニーズニューヨークと独占提携関係を結び、子会社の株式会社バーニーズジャパンを設立。
- 1990年11月 - 日本1号店となる新宿店オープン。
- 1993年8月 - 横浜店オープン。
- 2004年10月 - 銀座店オープン。
- 2006年
  - 6月 - 株式会社伊勢丹が株式会社バーニーズジャパンの全株式を、住友商事と東京海上キャピタル運営ファンドのTMCAP2005投資事業有限責任組合に譲渡[8][9]。
  - 11月20日 - 本社を新宿区新宿5丁目から同区西新宿の新宿NSビルに移転。
- 2010年3月5日 - 関西地区初出店となる神戸店をオープン。
- 2011年
  - 3月7日 - 本社を千駄ヶ谷に移転。
  - 9月 - 九州地区初出店となる福岡店がオープン
- 2013年12月 - セブン&アイ・ホールディングスが、 東京海上キャピタル運営のファンドが所有する株式を取得すると発表[10]。
- 2014年1月10日 - セブン&アイ・ホールディングスが、上記ファンドから株式を取得[11]。
- 2015年2月12日 - セブン&アイ・ホールディングスが、住友商事の保有株式を取得して完全子会社化[12]。
- 2016年9月16日 - 6号店となる六本木店をトライセブン ロッポンギにオープン。
- 2020年11月24日 - 本社を麹町に移転。
- 2021年2月28日 - 新宿店を閉店[13]。
- 2023年5月1日 - ラオックスホールディングスがセブン&アイ・ホールディングスが保有する全株式を取得、グループ会社化した[3][5][6][7]。

## 店舗
- バーニーズ ニューヨーク西武渋谷店
- バーニーズ ニューヨーク横浜店
- バーニーズ ニューヨーク銀座店
- バーニーズ ニューヨーク六本木店
- バーニーズ ニューヨーク神戸店
- バーニーズ ニューヨーク福岡店

### アウトレット店
- バーニーズ ニューヨーク アウトレット御殿場店
- バーニーズ ニューヨーク アウトレット軽井沢店
- バーニーズ ニューヨーク アウトレット神戸店
- バーニーズ ニューヨーク アウトレット滋賀竜王店
- バーニーズ ニューヨーク アウトレット木更津店